# 西村京太郎
西村 京太郎（にしむら きょうたろう、1930年9月6日 - 2022年3月3日）は、日本の推理小説家。本名は矢島 喜八郎（やじま きはちろう）。人気シリーズである十津川警部シリーズや、トラベルミステリーで知られる。

## 人物
東京府荏原郡荏原町（現東京都品川区）生まれ。国民学校卒業後、東京府立電気工業学校（東京都立鮫洲工業高等学校の前身）に進むが中退し東京陸軍幼年学校に挑戦。100倍の競争率を突破して入学するが、在学中の15歳で終戦を迎えたため、工業学校へ復学し、卒業後、臨時人事委員会（後の人事院）に就職する。11年勤務後に退職し、トラック運転手、保険外交員、私立探偵、警備員などを経て作家生活に入る。
初期は社会派推理小説を書いていた。じきにスパイ小説、クローズド・サークル、パロディ小説、時代小説など多彩な作品群を発表する。中でも海難事故もの（西村本人が海が好きだったため。また、十津川警部は大学ヨット部出身という設定。）、誘拐もの（あらゆる犯罪の中で最も知能を要するので推理小説にふさわしいと考えたため）が多かった。
日本中にトラベルミステリーというジャンルを示すきっかけとなったヒット作『寝台特急殺人事件』から全面的にトラベルミステリーに移行する。西村が考えた、鉄道などを使ったトリックやアリバイ工作は、そのリアリティが功を奏し根強い人気がある。
シリーズキャラクターである十津川警部や左文字進などを生み出し、その作品の多くがテレビドラマ化されている。
年6度の取材旅行で12社分の小説を書くという執筆スタイルを続け、オリジナル著作は2019年3月時点で619冊。本人によれば最高年収は7億円だという。その後も新刊の刊行は続いており、累計発行部数は2億部を超える。2017年には「できれば東京スカイツリーの634メートルを、数字で1冊超える635冊まで書きたい。冗談だが」と語っていた。
2022年3月3日午後5時5分、肝臓がんのため神奈川県内の病院で死去した。 91歳だった。

## エピソード
西村京太郎というペンネームの由来は、人事院時代の友人の苗字と、京太郎は「東京出身の長男」という意味から。以前は、江戸川乱歩賞などに応募する際、黒川俊介や西崎恭というペンネームも使用していた。西崎恭名義で応募した『宇宙艇307』が早川書房のSFコンテスト第3回（1964年）で努力賞として入賞している。
原稿を執筆する際にはワープロなどは使わず全て手書きで、月に平均で400枚ほど執筆していた。なお、生原稿が西村京太郎記念館に展示されている。
府立工業学校を中退してまで陸軍幼年学校に挑戦したのは「兵役をこなして二等兵でこき使われるよりはエリート軍人になって楽をしよう」と考えたため。実際に食事は良かったが、規律も訓練も厳しかったという。入学の5か月後には日本は降伏し戦争は終わった。臨時人事委員会在職中の19歳（1949年）の時に、職場の同僚達が発行していた同人誌『パピルス』に参加。担当は製本が主だったが、短編『√2の誘惑』を一度だけ書き、これが小説家・西村としての原点だろうかと述べている。
1975年頃、長編の時代小説『無名剣、走る』を徳島新聞に連載している。長編の時代小説としては、唯一である。鉄道ミステリーが大ヒットしたことで、出版社からは鉄道ミステリーの依頼ばかりが舞い込むようになり、他のジャンルの作品を書く余裕がなくなってしまったと語っている。本人は江戸時代を扱った時代小説を書きたいと長年希望しているが、どの出版社に話を持ちかけても「いいですね。でも、それは他の社で」と言われ、断られてしまうという。
山村美紗とは、家族ぐるみの交流があった。新進の作家だった西村に山村がファンレターを送ったことで交流が始まり、西村が京都に住んでいた頃、山村と共同で大きな旅館を買い取り、両宅が鍵つきの渡り廊下で繋がっていた。山村の急逝後、未完だった『在原業平殺人事件』と『龍野武者行列殺人事件』の2作品は西村が脱稿を引き受けている。また、山村の長女で女優の山村紅葉は、「十津川警部シリーズ」など西村原作のドラマに多く出演している。
1974年頃、肝臓障害で療養生活を送る。1987年、腎結石で緊急入院する（2日で退院）。1996年1月、脳梗塞で倒れ入院する。左半身の一部が不自由になった。そのとき集まった編集者にペンを持たされ「何か書いてくれ」といわれ、手が動くかどうか確認させられたという。また、これを機に神奈川県足柄下郡湯河原町へ転居している。
過去7度の転居を経ている。1945年、空襲により被災し調布市に転居。1968年、渋谷区幡ヶ谷に転居。1970年、渋谷区本町に転居。1980年、京都市中京区に転居。1982年、京都市伏見区に転居。1986年、京都市東山区に転居。1996年、前述の療養を機に神奈川県足柄下郡湯河原町に転居している。
京都在住時に1988年式ロールス・ロイス・シルバースピリットを所有していた。ただし、西村自身は運転免許を持っていない。現在、自動車ジャーナリスト福野礼一郎が所有しており、彼による徹底したレストアが施されている。
趣味として将棋を挙げている。将棋名人戦や将棋電王戦の観戦記を担当したこともある。将棋棋士が登場する推理小説（『十津川警部 千曲川に犯人を追う』）も発表している。

## 経歴

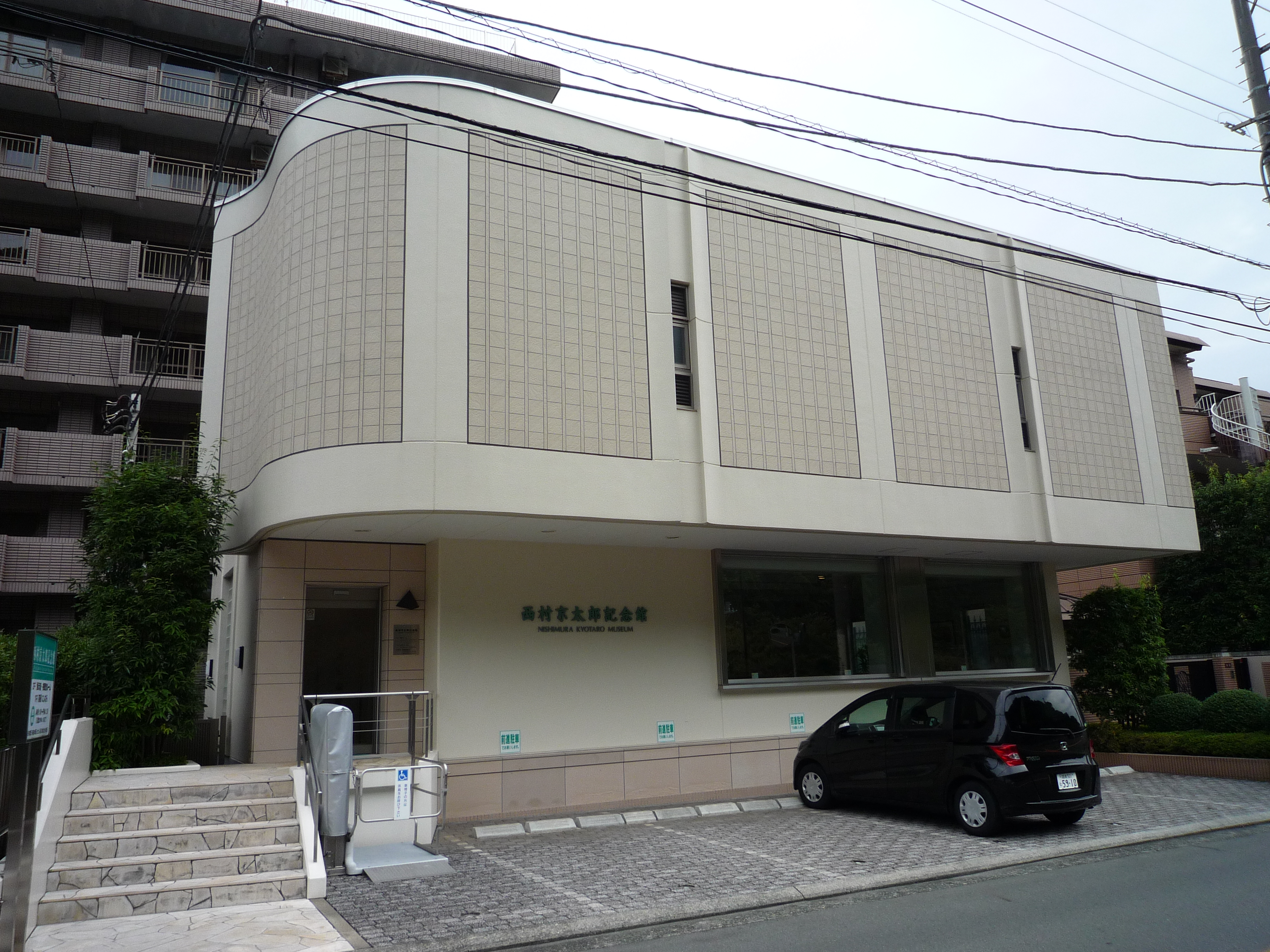
西村京太郎記念館

- 1961年 - 短編「黒の記憶」が『宝石』に掲載される。
- 1964年 - 初の長編『四つの終止符』を刊行。
- 1969年 - 初の新聞連載『悪の座標』（『悪への正体』と改題）を徳島新聞に連載。
- 1978年 - 鉄道ミステリー第1作となる『寝台特急殺人事件』を刊行。
- 1982年 - 唯一の時代長編小説『無明剣、走る』を刊行。
- 1988年 - 『名探偵なんか怖くない』がフランスで翻訳刊行される。
- 1994年 - 第1回「鉄道の日」鉄道関係功労者大臣表彰される。
- 2001年 - 神奈川県足柄下郡湯河原町に「西村京太郎記念館」がオープン。
- 2004年 - この年、新刊本の刊行数が過去最高の20冊に達する（長編13冊、短編集7冊）。
- 2005年 - 湯河原町第1号となる名誉町民の称号が贈られる。
- 2009年 - 十津川郷観光大使に委嘱される。
- 2013年 - かしわざき大使に委嘱される。
- 2022年 - 3月3日午後、肝臓がんのため神奈川県の病院で死去した。91歳没[19]。2022年4月に追悼出版された『文春ムック 西村京太郎の推理世界』（文藝春秋）によると、生前に出版された単行本の作品数は647冊とされる（没後に2冊刊）。

## 受賞・候補歴
- 1956年 - 「三〇一号車」で「書下し長篇探偵小説全集」十三番目の椅子候補（矢島喜八郎名義）。
- 1958年 - 「賞状」で第11回講談倶楽部賞候補。
- 1959年 - 「或る少年犯罪」で第12回講談倶楽部賞候補（矢島喜八郎名義）。
- 1960年 - 「醜聞」で江戸川乱歩賞候補（黒川俊介名義）。「海の記憶」で第29回読売短編小説賞候補。
- 1961年 - 「黒の記憶」で第2回宝石賞候補。
- 1962年 - 「病める心」で第5回双葉新人賞二席入選。
- 1963年 - 「歪んだ朝」で第2回オール讀物推理小説新人賞受賞。
- 1964年 - 「宇宙艇307」で第3回SFコンテスト努力賞受賞（西崎恭名義）。
- 1965年 - 『天使の傷痕』で第11回江戸川乱歩賞受賞。
- 1967年 -  『太陽と砂』で「二十一世紀の日本」作品募集（創作の部）最優秀賞。
- 1967年 - 『D機関情報』で第20回日本推理作家協会賞候補。
- 1976年 - 『消えたタンカー』で第29回日本推理作家協会賞（長編部門）候補。
- 1977年 - 『消えた乗組員』で第30回日本推理作家協会賞（長編部門）候補。
- 1979年 - 『炎の墓標』で第32回日本推理作家協会賞（長編部門）候補。
- 1980年 - 『夜間飛行殺人事件』で第33回日本推理作家協会賞（長編部門）候補。
- 1981年 - 『終着駅殺人事件』で第34回日本推理作家協会賞（長編部門）受賞。
- 1997年 - 第6回日本文芸家クラブ大賞特別賞受賞。
- 2004年 - 第28回エランドール賞特別賞受賞。
- 2005年 - 第8回日本ミステリー文学大賞受賞。
- 2010年 - 第45回長谷川伸賞受賞。
- 2016年 - 『十津川警部シリーズ』で第1回吉川英治文庫賞候補[20]。
- 2017年 - 『十津川警部シリーズ』で第2回吉川英治文庫賞候補。
- 2018年 - 『十津川警部シリーズ』で第3回吉川英治文庫賞候補[21]。
- 2019年 - 『十津川警部シリーズ』で第4回吉川英治文庫賞受賞[22]。

## 選考委員歴
- 日本ミステリー文学大賞（第15回 - 第22回）
- 湯河原文学賞（第1回 - 第20回）
- 日本ミステリー文学大賞新人賞（第1回、第2回）
- 日本推理作家協会賞（第37回、第38回）
- 江戸川乱歩賞（第18回 - 第20回（予選委員）、第28回、第29回）
- 小説現代新人賞（第43回 - 第53回）
- エンタテインメント小説大賞（第6回 - 第10回）

## メディア・ミックス

### テレビドラマ
主なドラマシリーズとしては以下のものがある。詳細は各ページを参照。
- テレビ朝日
  - 土曜ワイド劇場 「西村京太郎トラベルミステリー」（大映版）
  - 土曜ワイド劇場 「西村京太郎トラベルミステリー」（東映版）
  - 土曜ワイド劇場 「鉄道捜査官」
- フジテレビ
  - 金曜エンタテイメント 「夏のスペシャル 第2弾・西村京太郎サスペンス・環状線に消えた女」
  - 金曜エンタテイメント 「西村京太郎サスペンス・四国情死行」
  - 金曜エンタテイメント 「西村京太郎サスペンス・お局探偵亜木子&みどりの旅情事件帳」
  - 金曜エンタテイメント 「西村京太郎スペシャル・十津川警部夫人の旅情殺人推理」
  - 金曜プレミアム 「西村京太郎スペシャル 警部補・佐々木丈太郎」
  - 金曜プレミアム 「西村京太郎サスペンス 十津川捜査班」
- TBS
  - ザ・サスペンス 「西村京太郎サスペンス・十津川警部シリーズ」（大映テレビ版）
  - 月曜ゴールデン 「西村京太郎サスペンス・十津川警部シリーズ」（テレパック版）
  - 月曜名作劇場 「西村京太郎サスペンス・十津川警部シリーズ」
  - 月曜ゴールデン 「西村京太郎サスペンス・探偵左文字進」
  - 月曜ミステリー劇場 「西村京太郎サスペンス・冤罪」
- テレビ東京
  - 水曜ミステリー9 「トラベルライター青木亜木子」

### 映画
- この声なき叫び（1965年1月30日公開、配給：松竹、監督：市村泰一、主演：田村正和、原作：『四つの終止符』）
- 脱出（1972年製作・未公開、配給：東宝、監督：和田嘉訓、主演：ピート・マック・ジュニア）
- 四つの終止符（1990年7月7日、劇団GMGによる自主映画、監督：大原秋年、主演：河西誠）
- 黄金のパートナー（1979年4月28日公開、配給：東宝、監督：西村潔、主演：三浦友和、原作：『発信人は死者』）
- アナザー・ウェイ ―D機関情報―（1988年9月17日公開、配給：東宝東和、監督：山下耕作、主演：役所広司、原作：『D機関情報』）
- 恋人はスナイパー 劇場版（2004年4月17日公開、配給：東映、監督：六車俊治、主演：内村光良、原作：『華麗なる誘拐』）

### ゲーム
- 西村京太郎ミステリー ブルートレイン殺人事件（ファミリーコンピュータ、発売元：アイレム）
- 西村京太郎ミステリー スーパーエクスプレス殺人事件（ファミリーコンピュータ、発売元：アイレム）
- 西村京太郎ミステリー 北斗星の女（PCエンジンCD-ROM2、発売元：ナグザット）
- 西村京太郎トラベルミステリー 悪逆の季節 東京〜南紀白浜連続殺人事件（3DO、発売元：パック・イン・ビデオ / PSP、発売元：マーベラスエンターテイメント）
- DS西村京太郎サスペンス 新探偵シリーズ「京都・熱海・絶海の孤島 殺意の罠」（ニンテンドーDS、発売元：テクモ / iモード用サイト「西村京太郎&山村美紗サスペンス」内配信）
- DS西村京太郎サスペンス2 新探偵シリーズ「金沢・函館・極寒の峡谷 復讐の影」（ニンテンドーDS、発売元：テクモ）
- 西村京太郎Vノベル 盗まれた都市（ボーダフォンライブ!用サイト、発売元：タイトー）

### テレビ番組
- 西村京太郎から挑戦状 芸能界推理王決定戦（2006年1月5日、日本テレビ） - 監修

### コミカライズ
主に短編集からがほとんどだが、いくつか長編をコミックス1巻分にまとめて掲載されたものもある。キャラクターたちは作者独自の設定が加えられていたり、原作の粗を直されたりしている。

## 出演

### テレビドラマ
各・カメオ出演
- 探偵 左文字進7・失踪（2003年4月7日、TBS・月曜ミステリー劇場）- カフェ客
- 十津川警部シリーズ3 伊豆踊り子号殺人迷路（2017年9月11日、TBS・月曜名作劇場） - 本人（役名も本名）[23]
- 十津川警部シリーズ4 愛と裏切りの伯備線（2017年10月16日、TBS・月曜名作劇場） - 老夫婦（妻と共に 役名も本名）[23]

### テレビ番組
- 西村京太郎の鉄道ミステリー（旅チャンネル）
- 旅ちゃんガイド（旅チャンネル） - 第39、40話ゲスト出演
- プレミアム6 西村京太郎ミステリー紀行〜十津川警部が見た風景〜（2010年2月28日、BS-TBS）
- アグレッシブですけど、何か?（2013年5月15日、広島ホームテレビ）
- L4 YOU!（2014年2月18日、テレビ東京）
- まさはる君が行く!ポチたまペットの旅（2014年4月1日、BSジャパン）
- アウトデラックス（2017年9月21日、フジテレビ）[9]
- ゴロウ・デラックス（2017年12月7日、TBS）[10]
- 開運!なんでも鑑定団（2018年4月24日、テレビ東京）[24]
- タイプライターズ〜物書きの世界〜（2019年12月21日、フジテレビ）

### インターネット番組
- 第3回将棋電王戦 第4局 森下卓九段 vs ツツカナ（2014年4月5日、ニコニコ生放送）

### ラジオ番組
- ラジオ深夜便（2010年9月6日、NHKラジオ第1放送）